# Zenita Komad

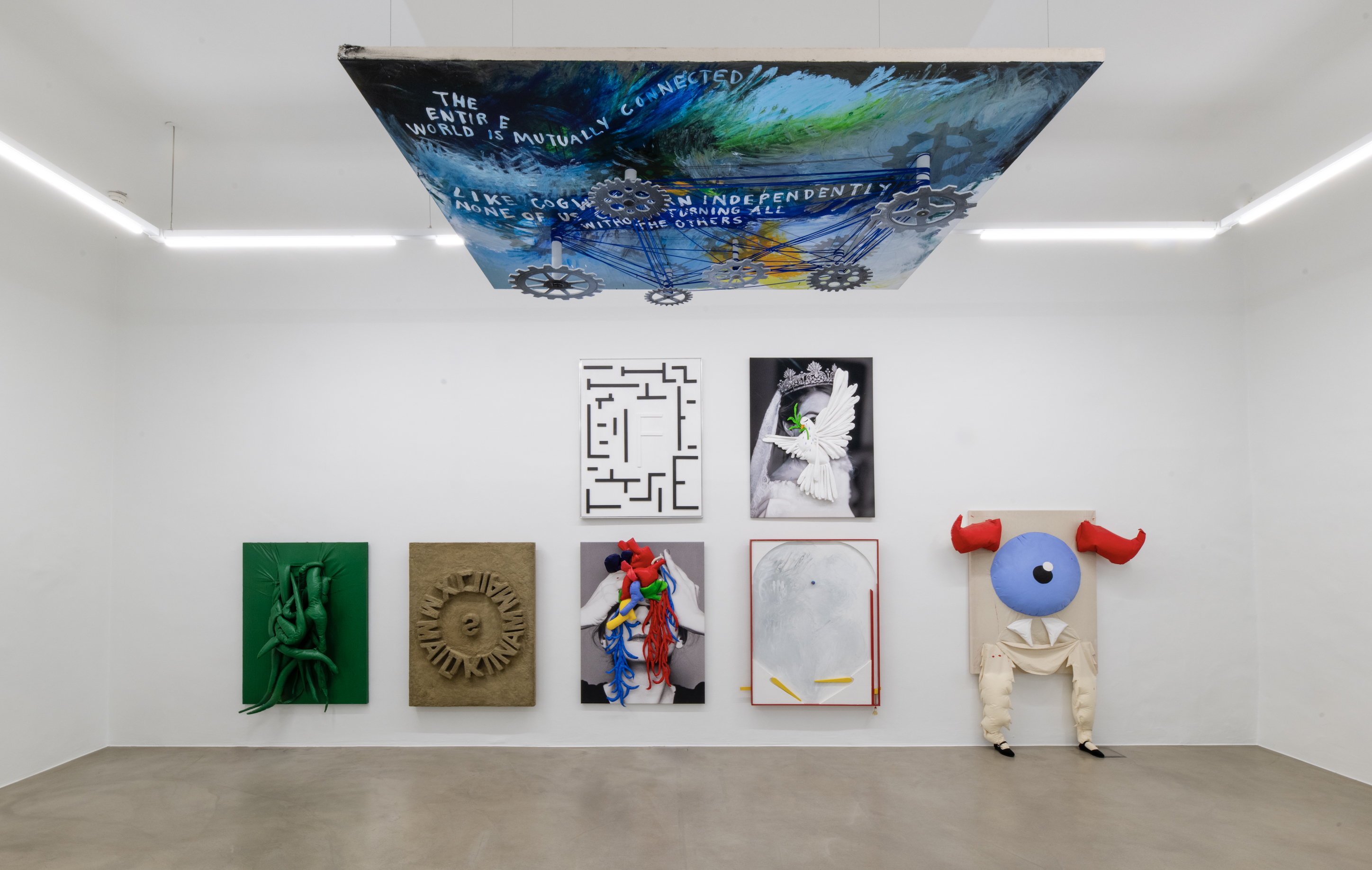
Installationview, Zenita Komad, Der Krieg ist aus !, MMKK, 2024

Zenita Komad (* 15. Jänner 1980 in Klagenfurt) ist eine österreichische bildende Künstlerin.

## Leben
Sie studierte an der Hochschule für Angewandte Kunst in Wien Bühnenbild und Grafik. An der Akademie der bildenden Künste Wien studierte sie Mixed Media.  2004 erhielt sie das Stipendium des Internationalen Künstlerhauses Villa Concordia in Bamberg und 2007 das MAK Schindler Stipendium in Los Angeles.
2010 erhielt Zenita Komad das einjährige Stipendium des Bundesministeriums für Unterricht und Kunst. 2014 wurde sie von der Stadt Wien ausgezeichnet.
Ihr Werk ist international bekannt und in zahlreichen internationalen Sammlungen und Museen vertreten.
Zenita Komad lebt mit ihrem Mann und ihren beiden Söhnen in Österreich.

## Werk
Zenita Komads Œuvre spannt einen Bogen von Zeichnungen über skulpturale Objektbilder, szenische Inszenierungen bis hin zu raumgreifenden Installationen. Ihre Arbeiten sind Botschaften, poetische Abhandlungen und komplexe Gedankengebäude, die immer wieder den Rahmen des malerischen Raumes sprengen. Ihr besonderer Fokus gilt der Spiritualität und deren Anwendbarkeit.
Zenita Komads künstlerische Praxis überschreitet die Grenzen der Zweidimensionalität und entfaltet sich in einer performativen Dimension. Ihre Werke sind nicht nur statische Objekte, sondern Konzepte, die sich im Raum und in der Zeit manifestieren, in denen Bild, Körper und Aktion zu einer lebendigen Erfahrung verschmelzen. (...) Zenita Komads künstlerische Praxis bewegt sich im Spannungsfeld zwischen einer jahrhundertealten Kunsttradition und den drängenden Fragen der Gegenwart, die durch Technologie und Spiritualität geprägt sind. (...) Diese interdisziplinäre Herangehensweise erlaubt es Komad, sich in einen breiten kunsthistorischen und kulturellen Diskurs einzuschreiben, der die Grenzen des Materiellen und Immateriellen auslotet. (...)
(aus „Heiliger Boden: Ontologie und spirituelles Verlangen“ Anne Avramut)

## Einzelausstellungen (Auswahl)
2025
- Zenita Komad, Doctor, Listen to your Heart,  zu den Goldegger Dialogen, kuratiert von Theresia und Heinz Kaiser
- Zenita Komad "Sacred Ground: Ontology and spiritual Yearning", kuratiert von Anne Avramut, Galerie Michael Bella, Wien

2024
- Zenita Komad „Der Krieg ist aus!“ Museum Moderner Kunst Kärnten Museum of Modern Art Carinthia, kuratiert von Christine Wetzlinger-Grundnig
- Zenita Komad „Nie wieder Krieg!“   KULTUM. Zentrum für Gegenwart, Kunst und Religion in Graz KULTUM. Museum for Presence, Art and Religion in Graz, kuratiert von Johannes Rauchenberger
- Thomas Palme, Zenita Komad, Galerie Petra Seiser, Attersee.

2022
- Zenita Komad, Mensch ärgere Dich nicht,  Galerie Petra Seiser, Attersee.

2018
- Zenita Komad, 8x10hoch9 = 1, MMKK, Klagenfurt.

2017
- Zenita Komad, Art is a Doctor - The Artist and the Kabbalist,  DG-Galerie, München.

2015
- Zenita Komad, Wir,  Galerie im Taxispalais, Innsbruck.

2013
- Zenita Komad, Time to change the Record,  Galerie Krinzinger, Wien.

2012
- Zenita Komad, I Love God, Kulturzentrum bei den Minoriten, Graz.

2011
- Zenita Komad, Spirituality is not shopping,  Jüdisches Museum, Wien.
- Zenita Komad, Zeichenkabinett,  Galerie Krinzinger, Wien.

2010
- Zenita Komad, Missa Solemnis, Galerie Bourouina, Berlin.
- Zenita Komad, Bellevue,  Gallery Suzanne Tarasiéve, Paris.
- Zenita Komad, At the beginning was (not) simplicity, Galerie Konzett, Art Cologne, Köln.
- Zenita Komad, Eternally I am your Yes,  The Loft, Mumbai.

2009
- When Heaven kisses Earth Part II, Eva Schlegel und Zenita Komad, Galerie Krinzinger, Wien.[1]
- Zenita Komad, When Heaven kisses Earth Part I, CIGE, Peking, China

2008
- Zenita Komad, Mericanexpress, Sotheby’s Wien, Wien
- Zenita Komad, Zenita Universe, Galerie Krinzinger, Wien
- Zenita Komad, Der Nabel der Welt, Galerie Konzett, Graz

2006
- Zenita Komad, New Works, Galerie Suzanne Tarasiève, Paris
- Zenita Komad, я люблю вас, Regina Gallery, Moskau
- Zenita Komad, one man show – Galerie Krinzinger, Art Brussels, Brüssel

## Beteiligung an Gruppenausstellungen (Auswahl)
- 2021: Drawings, Galerie Petra Seiser,
- 2016: Tears of Love, Daniel Spoerri und Zenita Komad, Universität Klagenfurt,
- 2015: Imago Mundo, Collezione Luciano Benetton, Venice,
- 2015: Vienna for Art Sake, Belvedere, Vienna,
- 2015: Reliquote, Minoriten Collection, Styria,
- 2014: Tales of 2 Cities, MMOMA, Moscow, Russia,
- 2013: Textual, The Loft, Mumbai, India,
- 2013: Fokus Sammlung, MMKK, Klagenfurt,
- 2012: Statements aus den Sammlungen der Albertina, Albertina Contemporary, Vienna,
- 2011: AUSTRIA DAVAJ!, Schusev Staatsmuseum, Moscow,
- 2009: BEST OF AUSTRIA – Eine Kunstsammlung, Lentos Kunstmuseum, Linz.[2]
- 2006: Erzählungen, Kunsthaus Graz.[3]
- 2005: Superstars, Kunsthalle Wien.[4]
- 2005: Lebt und arbeitet in Wien II, Kunsthalle Wien.[5]